# Alan Williams (rugbysta)
Alan Frank Williams (ur. 7 października 1893 w West Orange, zm. 3 grudnia 1984 w Los Angeles) – amerykański inżynier, sportowiec, olimpijczyk, zdobywca złotego medalu w turnieju rugby union na Letnich Igrzyskach Olimpijskich w 1924 roku w Paryżu.

## Życiorys
W 1911 roku rozpoczął studia na University of California, Berkeley, lecz w następnym roku przeniósł się na Cornell University. Ukończył tam wydział inżynierii lądowej w 1915 roku, podczas studiów grając w piłkę nożną i futbol amerykański.
Powrócił do Kalifornii i w latach 1916–1927 pracował w Atchison, Topeka and Santa Fe Railway mieszkając w tym czasie w Monrovii, Williams i Sausalito. Po przystąpieniu USA do I wojny światowej służył natomiast w oddziałach inżynieryjnych we Francji.
W trakcie kariery zawodowej nie stracił kontaktu ze sportem, reprezentował bowiem barwy Olympic Club w rugby union i futbolu amerykańskim, zostając nawet kapitanem tego zespołu.
Z reprezentacją Stanów Zjednoczonych zagrał w turnieju rugby union na Letnich Igrzyskach Olimpijskich 1924. Był w tej drużynie jedynym przedstawicielem uczelni z Ivy League. Wystąpił w jednym meczu tych zawodów – 11 maja Amerykanie pokonali na Stade de Colombes Rumunów 37–0. Wygrywając oba pojedynki Amerykanie zwyciężyli w turnieju zdobywając tym samym złote medale igrzysk.
Był to jego jedyny występ w reprezentacji kraju, a wraz z pozostałymi amerykańskimi złotymi medalistami w rugby union został w 2012 roku przyjęty do IRB Hall of Fame.
Od 1927 roku zatrudniony był w Western Pacific Railroad na terenie Kalifornii, Nevady oraz Utah. Mieszkał wówczas w Pasadenie, Wendover, Elko i Sacramento zajmując się również sędziowaniem spotkań futbolu amerykańskiego w rozgrywkach NCAA.
W czasie II wojny światowej w stopniu lieutenant commander dowodził batalionem inżynieryjnym Civil Engineer Corps United States Navy Reserve podczas walk na Pacyfiku, a po jej zakończeniu pracował jako inżynier w California Public Utilities Commission w Los Angeles nie zrywając jednak kontaktu z sędziowaniem.